# Province de Bolívar (Équateur)
Pour les articles homonymes, voir Bolívar.
Bolívar est une province de l'Équateur créée le 23 avril 1884.

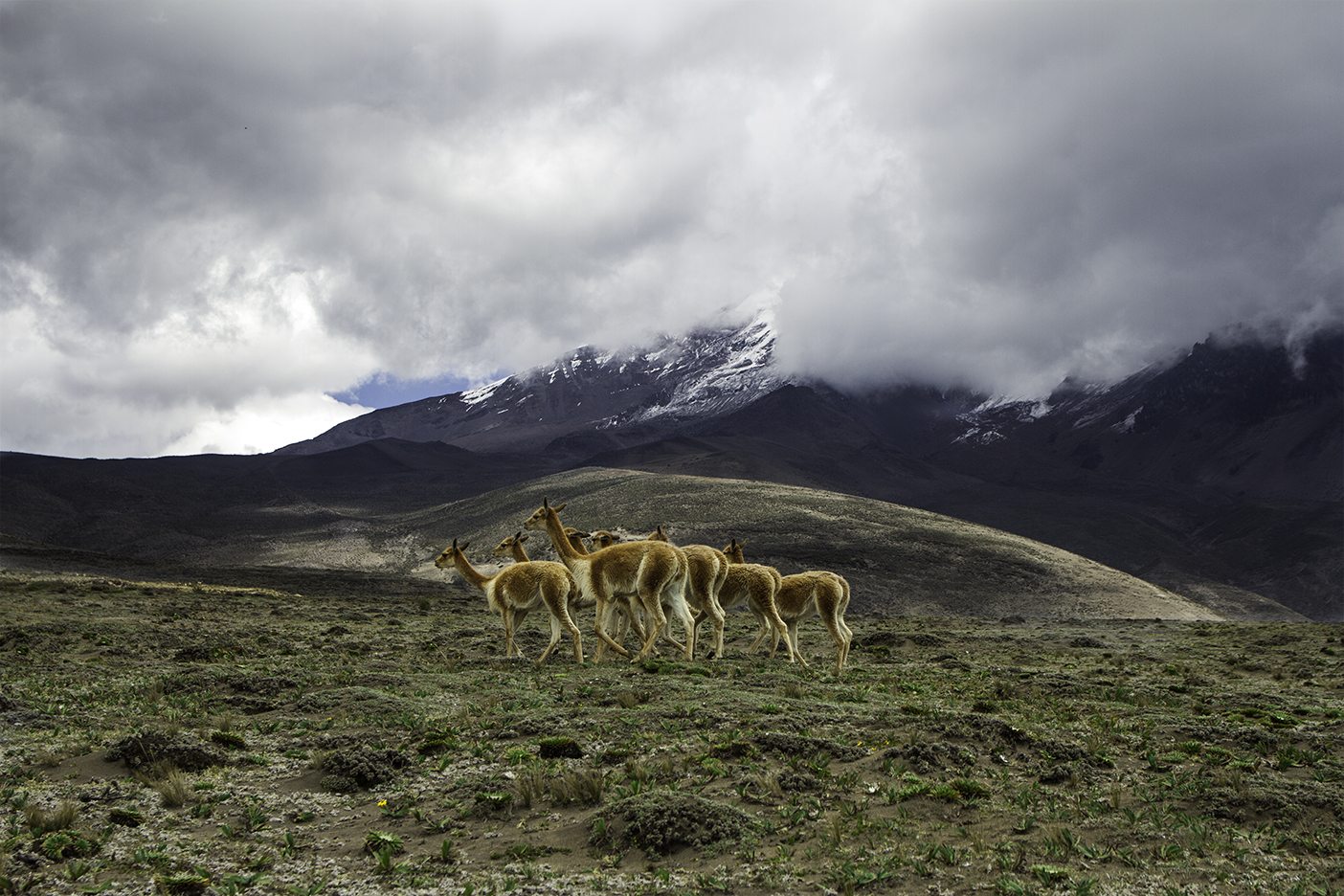
Vicugna vicugna dans la réserve faunique du Chimborazo, Equateur

## Géographie
Cette province est située au centre-ouest de l'Équateur. Elle couvre une superficie de 3 945 km2. Elle est délimitée au nord par la province de Cotopaxi, à l'est par les provinces de Tungurahua et du Chimborazo, au sud par la province de Guayas et à l'ouest par la province de Los Ríos. Sa capitale est Guaranda.

### Découpage territorial
La province est divisée en sept cantons (les cantons portent le nom de leur chef-lieu) :

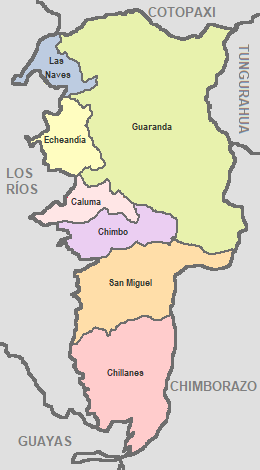
Cantons de Bolívar.

| Canton     | Superficie (km2) | Population (2010) | Densité (hab./km2) | Chef-lieu  |
| ---------- | ---------------- | ----------------- | ------------------ | ---------- |
| Caluma     | 176              | 13 129            | 74,6               | Caluma     |
| Chillanes  | 662              | 17 406            | 26,3               | Chillanes  |
| Chimbo     | 261              | 15 779            | 60,5               | Chimbo     |
| Echeandía  | 230              | 12 114            | 52,7               | Echeandía  |
| Guaranda   | 1 892            | 91 877            | 48,6               | Guaranda   |
| Las Naves  | 148              | 6 092             | 41,2               | Las Naves  |
| San Miguel | 573              | 27 244            | 47,5               | San Miguel |